# Lozier
Pour les articles homonymes, voir Lozier (homonymie).

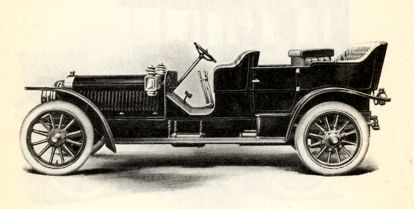
Une Lozier Model I de 1908 (Tourisme).

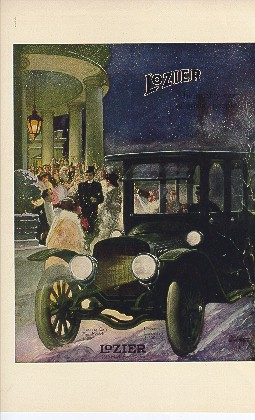
Affiche de 1912, pour la future berline type 77, mise en vente 5000 $.

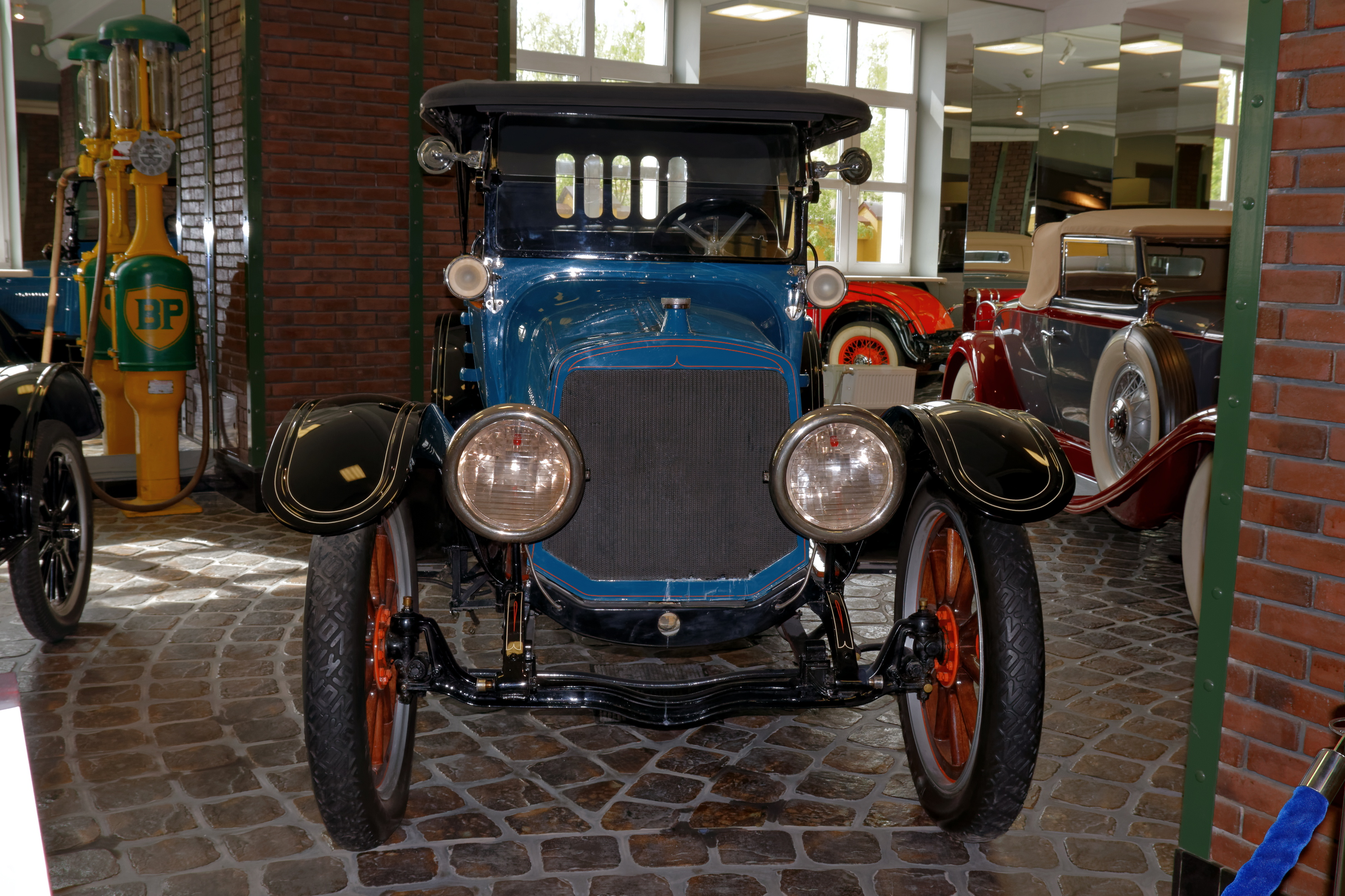
Une Lozier type 77 de 1913.

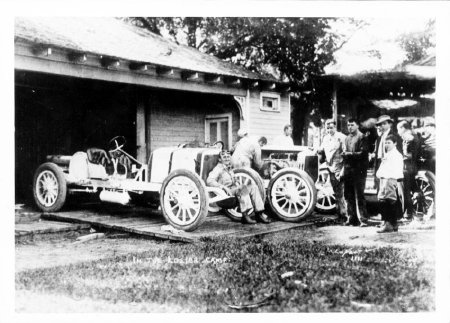
Le team Lozier au GP des États-Unis 1911, à Savannah (autour de Mulford et de Billy Chandler).

Lozier était un constructeur automobile américain du début du XXe siècle.

## Histoire
La compagnie s'implanta initialement à Plattsburgh, pour fabriquer des moteurs sous l'impulsion d'Henry Abrahm Lozier, un manufacturier de machines à coudre et de bicyclettes de l'Indiana.
À sa mort en 1903, son fils Harry prit la relève familiale, pour aller s'installer à Detroit en 1910.
Au fil des ans, la production fut essentiellement basée sur des voitures de tourisme de plus en plus luxueuses et confortables.
Après une tentative de reprise avortée par Ford en 1915, la société fut mise en banqueroute, du fait de la mévente de ses derniers modèles, trop chers.

## Chronologie des modèles
| Types          | Années de production | Cylindres | Puissances             | Longueurs      |
| -------------- | -------------------- | --------- | ---------------------- | -------------- |
| B              | 1905                 | 4         | 35 bhp (25,7 kW)       | 2 934 mm       |
| C              | 1906                 | 4         | 35 bhp (25,7 kW)       | 2 972 mm       |
| D              | 1906                 | 4         | 40 bhp (29 kW)         | 2 972 mm       |
| E              | 1906–1907            | 4         | 60 bhp (44 kW)         | 3 048 mm       |
| F              | 1907                 | 4         | 40 bhp (29 kW)         | 2 972 mm       |
| G              | 1908–1909            | 4         | 33 bhp (24 kW)         | 2.946–2,972 mm |
| H              | 1908–1910            | 4         | 45 bhp (33 kW)         | 3 150 mm       |
| I              | 1908–1910            | 6         | 50–51 bhp (37–37,5 kW) | 3,150–3 327 mm |
| J              | 1910                 | 6         | 33 bhp (24 kW)         | 2 946 mm       |
| 46             | 1911–1912            | 4         | 46 bhp (34 kW)         | 3 150 mm       |
| 51             | 1911–1912            | 6         | 51 bhp (37,5 kW)       | 3 327 mm       |
| 77 “Light Six” | 1913–1914            | 6         | 52 bhp (38 kW)         | 3 239 mm       |
| 72 “Big Six”   | 1913                 | 6         | 88 bhp (65 kW)         | 3 327 mm       |
| 84             | 1914 / 1917–1918     | 4         | 49 bhp (36 kW)         | 3 048 mm       |
| 82             | 1915–1918            | 6         | 61 bhp (45 kW)         | 3 353 mm       |

## Palmarès sportif principal
- 600 milles au sealed Bonnett de l'Automobile Club of America 1907 (Ralph Mulford);
- 24 Heures de Point Breeze 1907 (Mulford);
- 24 Heures de Brighton Beach 1908 et 1909 (Mulford);
- Elgin National Trophy 1910 (Mulford);
- Free-For-All Race 1910 (Teddy Tetzlaff);
- Coupe Vanderbilt 1911 (Mulford);
  - 2e des 500 miles d'Indianapolis 1911 (Mulford);
  - 4e du Grand Prix des États-Unis 1911 (Mulford).

### Record mondial de vitesse
- 1911 (19 mars): 100 miles (160 km), en  1:14:29, sur Lozier 40HP (Tetzlaff)[1].

## Source
- (de) Cet article est partiellement ou en totalité issu de l’article de Wikipédia en allemand intitulé « Lozier Motor Company » (voir la liste des auteurs).